# University of Akron

Die University of Akron ist eine staatliche Universität in Akron im US-Bundesstaat Ohio. Die Hochschule wurde 1870 als Buchtel College gegründet. Derzeit sind hier etwa 23.000 Studierende eingeschrieben. Die Hochschule ist besonders bekannt für ihre Forschung und Lehre im Bereich Polymerwissenschaft und -technik.

## Fakultäten
- Ingenieurwissenschaften
- Geisteswissenschaften und Naturwissenschaften (Buchtel College of Arts and Sciences)
- Pädagogik
- Pflege
- Polymerwissenschaften und -ingenieurtechnik
- Rechtswissenschaften
- Schöne und Angewandte Künste
- Wirtschaftswissenschaften
- Honors College
- University College
- Wayne College
- Summit College

## Sport

Logo der Akron Zips

Die Sportteams der University of Akron sind die Zips. Die Hochschule ist Mitglied in der Mid-American Conference (Division Ost).

## Bekannte Absolventen
- Domenik Hixon – American-Football-Spieler
- Juris Upatnieks – Miterfinder der Holografie
- Dru Joyce – Basketballspieler
- DeAndre Yedlin – Fußballspieler